# Willershausen (Herleshausen)
Willershausen ist ein Ortsteil der Gemeinde Herleshausen im nordhessischen Werra-Meißner-Kreis.

## Geografie
Willershausen liegt im Nordosten des Gemeindegebietes von Herleshausen am Nordhang des Kielforst. Es grenzt im Norden an den Ortsteil Ifta der thüringischen Stadt Treffurt und im Osten an den Ortsteil Pferdsdorf der Gemeinde Krauthausen im thüringischen Wartburgkreis. Vom Ort hat man Blick auf die etwa zehn Kilometer (Luftlinie) entfernte Wartburg bei Eisenach.

## Geschichte

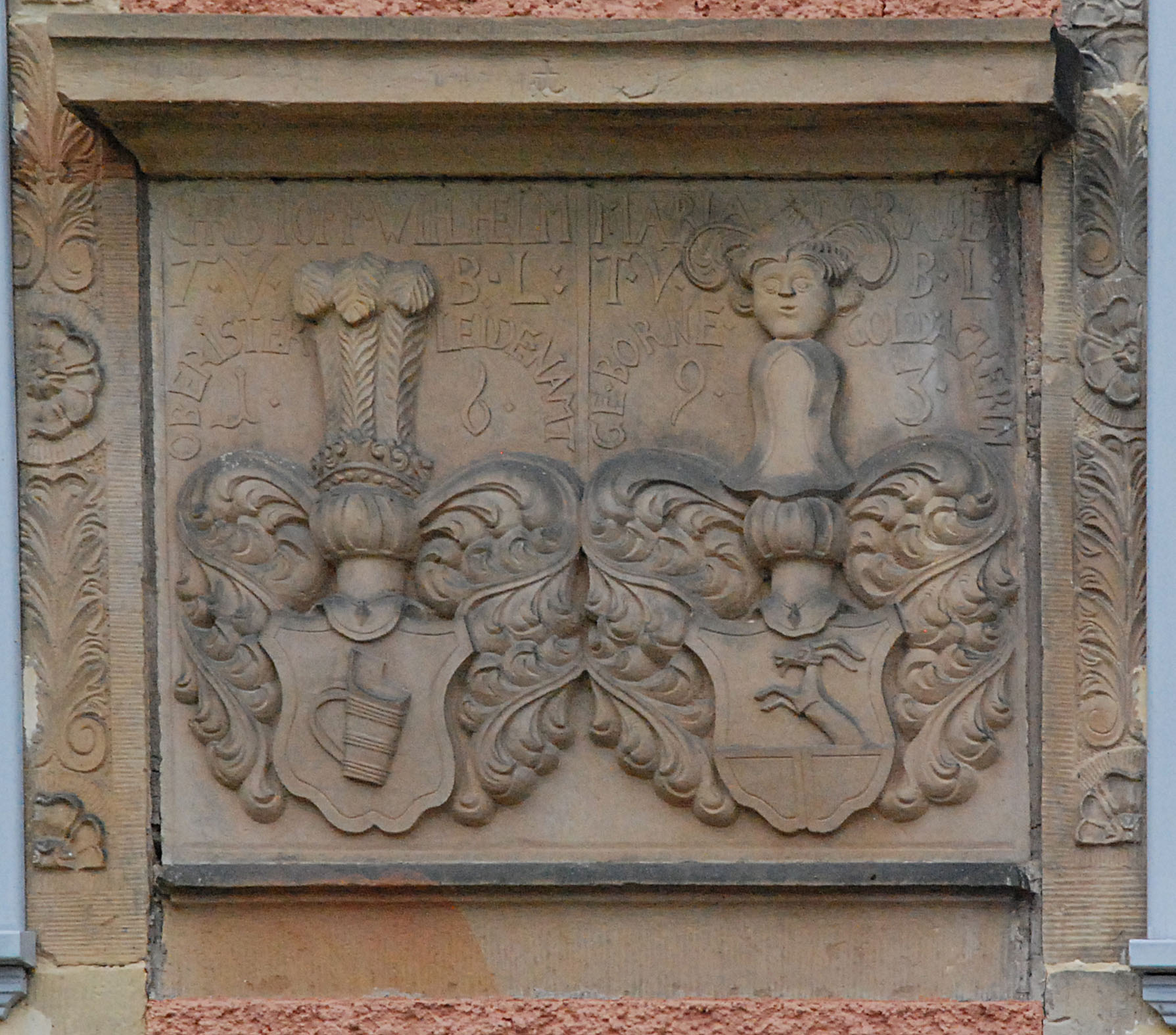
Allianzwappen von 1693 Christoph W. Treusch von Buttlar und Maria von Goldacker, Erbauer des Neuen Schlosses

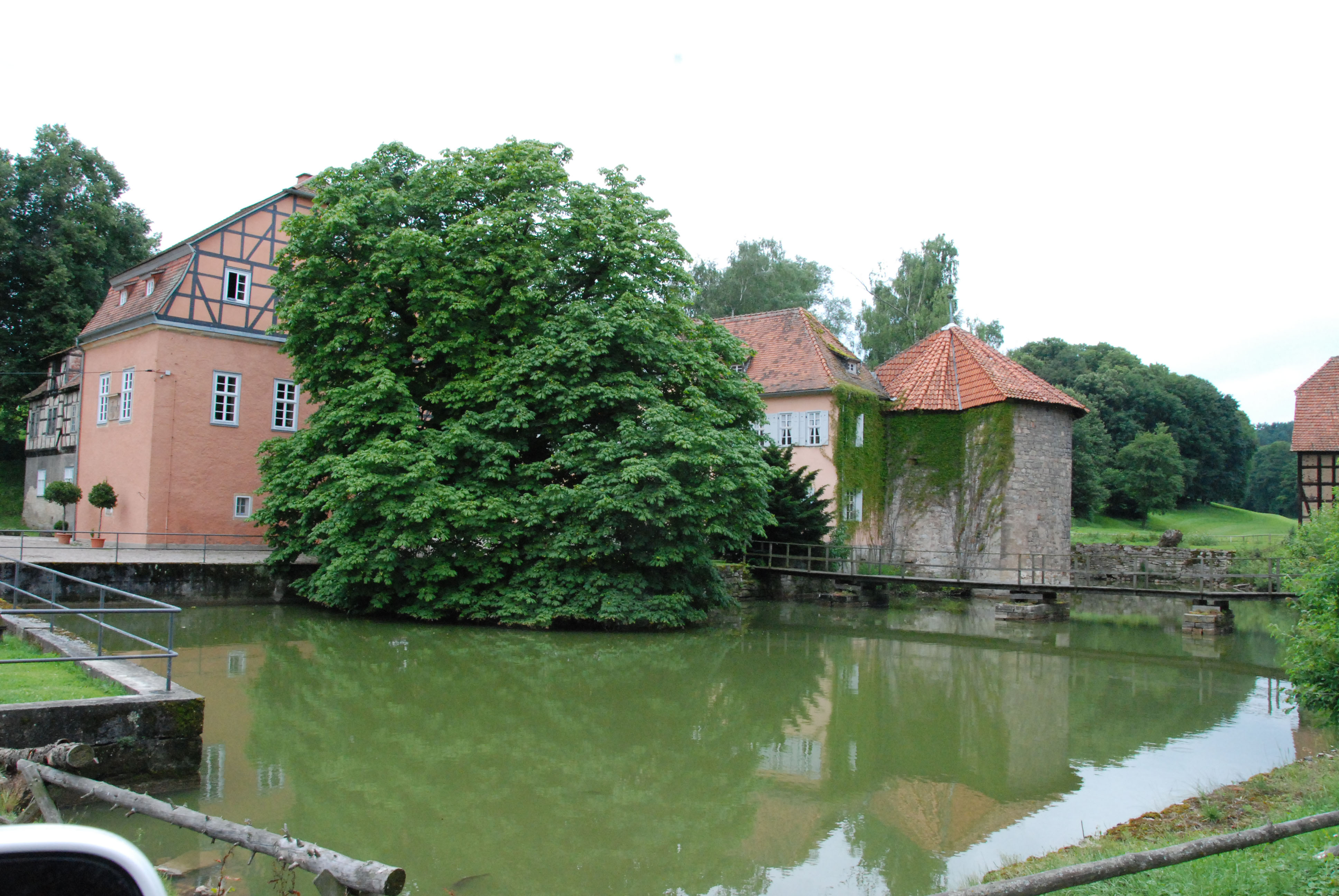
Schloss Willershausen

### Ortsgeschichte
Im Jahr 845 wird ein Willihereshusen erwähnt, was sich mit großer Wahrscheinlichkeit jedoch nicht auf dieses Willershausen bezieht.
Die erste sicher bekannte Erwähnung als Willershausen stammt aus dem Jahr 1539. Die Herren Treusch von Buttlar waren mindestens ab 1383 Herren von Willershausen und benachbarten Orten. Um die Mitte des 13. Jahrhunderts wurden der Wohn- und Wehrturm des jetzigen Schlosses Willershausen erbaut. Durch Heirat der beiden letzten Erbinnen aus der Familie Treusch von Buttlar kamen Gut und Wasserburg 1757 an die Familien von Kutzleben und von Bibra. Von 1889 bis 1992 waren die Landgrafen von Hessen-Philippsthal-Barchfeld Eigentümer des Anwesens.
1997 wurden weite Flächen des Guts Willershausen nach erneutem Eigentümerwechsel in einen Golfplatz umgewandelt, auf dem 2014 der Spielbetrieb eingestellt wurde.
Hessische Gebietsreform (1970–1977)
Zum 1. Dezember 1970 erfolgte im Zuge der Gebietsreform in Hessen der freiwillige Zusammenschluss der bis dahin selbständigen Gemeinden Altefeld, Archfeld, Breitzbach, Herleshausen (mit Frauenborn), Holzhausen, Markershausen, Nesselröden, Unhausen, Willershausen und Wommen zur Großgemeinde Herleshausen Für die eingliederten Gemeinden und Herleshausen mit Frauenborn wurde je ein Ortsbezirk mit Ortsbeirat und Ortsvorsteher nach der Hessischen Gemeindeordnung gebildet.

### Verwaltungsgeschichte im Überblick
Die folgende Liste zeigt die Staaten und Verwaltungseinheiten, denen Willershausen angehört(e):
- vor 1567: Heiliges Römisches Reich, Landgrafschaft Hessen, Amt Sontra
- ab 1654: Heiliges Römisches Reich, Landgrafschaft Hessen-Kassel, Amt Sontra
- ab 1806: Landgrafschaft Hessen-Kassel, Amt Sontra
- 1807–1813: Königreich Westphalen, Departement der Werra, Distrikt Eschwege, Kanton Netra
- ab 1815: Kurfürstentum Hessen, Amt Sontra[8]
- ab 1818: Kurfürstentum Hessen, Amt Netra[9]
- ab 1821/22: Kurfürstentum Hessen, Provinz Niederhessen, Kreis Eschwege[10][Anm. 2]
- ab 1848: Kurfürstentum Hessen, Bezirk Eschwege
- ab 1851: Kurfürstentum Hessen, Provinz Niederhessen, Kreis Eschwege
- ab 1867: Königreich Preußen, Provinz Hessen-Nassau, Regierungsbezirk Kassel, Kreis Eschwege
- ab 1871: Deutsches Reich, Königreich Preußen, Provinz Hessen-Nassau, Regierungsbezirk Kassel, Kreis Eschwege
- ab 1918: Deutsches Reich, Freistaat Preußen, Provinz Hessen-Nassau, Regierungsbezirk Kassel, Kreis Eschwege
- ab 1944: Deutsches Reich, Freistaat Preußen, Provinz Kurhessen, Landkreis Eschwege
- ab 1945: Deutsches Reich, Amerikanische Besatzungszone, Groß-Hessen, Regierungsbezirk Kassel, Landkreis Eschwege
- ab 1946: Deutsches Reich, Amerikanische Besatzungszone, Hessen, Regierungsbezirk Kassel, Landkreis Eschwege
- ab 1949: Bundesrepublik Deutschland, Hessen, Regierungsbezirk Kassel, Landkreis Eschwege
- ab 1970: Bundesrepublik Deutschland, Hessen, Regierungsbezirk Kassel, Landkreis Eschwege, Gemeinde Herleshausen
- ab 1974: Bundesrepublik Deutschland, Hessen, Regierungsbezirk Kassel, Werra-Meißner-Kreis, Gemeinde Herleshausen

## Bevölkerung

### Einwohnerstruktur 2011
Nach den Erhebungen des Zensus 2011 lebten am Stichtag, dem 9. Mai 2011, in Willershausen 192 Einwohner. Darunter waren 3 (1,6 %) Ausländer.
Nach dem Lebensalter waren 39 Einwohner unter 18 Jahren, 84 zwischen 18 und 49, 39 zwischen 50 und 64 und 30 Einwohner waren älter. Die Einwohner lebten in 84 Haushalten. Davon waren 14 Singlehaushalte, 12 Paare ohne Kinder und 33 Paare mit Kindern, sowie 12 Alleinerziehende und 3 Wohngemeinschaften. In 15 Haushalten lebten ausschließlich Senioren und in 57 Haushaltungen lebten keine Senioren.

### Einwohnerentwicklung
| • 1585: | 34 Haushaltungen |
| • 1747: | 38 Haushaltungen |

| Willershausen: Einwohnerzahlen von 1834 bis 2011 | Willershausen: Einwohnerzahlen von 1834 bis 2011 | Willershausen: Einwohnerzahlen von 1834 bis 2011 | Willershausen: Einwohnerzahlen von 1834 bis 2011 | Willershausen: Einwohnerzahlen von 1834 bis 2011 |
| --- | ------------------------------------------------ | ------------------------------------------------ | ------------------------------------------------ | ------------------------------------------------ |
| Jahr |                                                  |                                                  |                                                  | Einwohner                                        |
| 1834 | 1834                                             |                                                  | 317                                              | 317                                              |
| 1840 | 1840                                             |                                                  | 310                                              | 310                                              |
| 1846 | 1846                                             |                                                  | 316                                              | 316                                              |
| 1852 | 1852                                             |                                                  | 307                                              | 307                                              |
| 1858 | 1858                                             |                                                  | 286                                              | 286                                              |
| 1864 | 1864                                             |                                                  | 298                                              | 298                                              |
| 1871 | 1871                                             |                                                  | 277                                              | 277                                              |
| 1875 | 1875                                             |                                                  | 261                                              | 261                                              |
| 1885 | 1885                                             |                                                  | 234                                              | 234                                              |
| 1895 | 1895                                             |                                                  | 243                                              | 243                                              |
| 1905 | 1905                                             |                                                  | 235                                              | 235                                              |
| 1910 | 1910                                             |                                                  | 243                                              | 243                                              |
| 1925 | 1925                                             |                                                  | 235                                              | 235                                              |
| 1939 | 1939                                             |                                                  | 224                                              | 224                                              |
| 1946 | 1946                                             |                                                  | 322                                              | 322                                              |
| 1950 | 1950                                             |                                                  | 308                                              | 308                                              |
| 1956 | 1956                                             |                                                  | 275                                              | 275                                              |
| 1961 | 1961                                             |                                                  | 238                                              | 238                                              |
| 1967 | 1967                                             |                                                  | 229                                              | 229                                              |
| 1970 | 1970                                             |                                                  | 262                                              | 262                                              |
| 1987 | 1987                                             |                                                  | 219                                              | 219                                              |
| 2011 | 2011                                             |                                                  | 192                                              | 192                                              |
| Datenquelle: Historisches Gemeindeverzeichnis für Hessen: Die Bevölkerung der Gemeinden 1834 bis 1967. Wiesbaden: Hessisches Statistisches Landesamt, 1968. Weitere Quellen: LAGIS; Zensus 2011 |                                                  |                                                  |                                                  |                                                  |

### Historische Religionszugehörigkeit
| • 1885: | 262 evangelische Einwohner (= 100 %)                              |
| • 1961: | 282 evangelische Einwohner (= 88,40 %), 30 katholische (= 9,40 %) |

## Kultur und Sehenswürdigkeiten

### Schloss Willershausen
Das Wasserschloss befindet sich südlich des Dorfes.

### Kirche

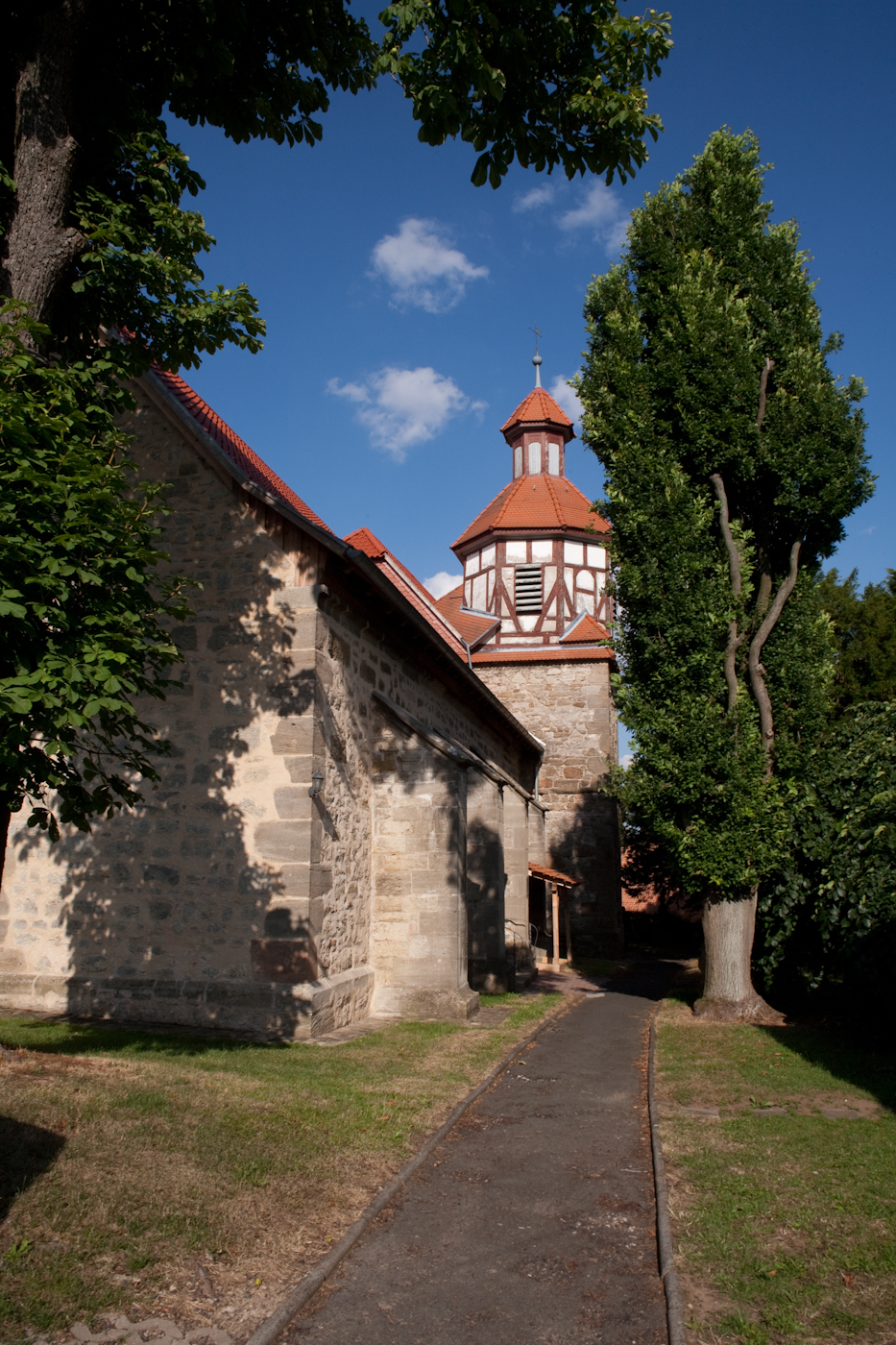
Kirche von Willershausen

Verhältnismäßig groß dimensioniert ist die dreischiffige Kirche von Willershausen. Sie zeugt von der Wallfahrt, die im 15. Jahrhundert zur Marienkirche Willershausen bestand. Siegismund Treusch, genannt von Botteler, versuchte 1464 anschließend an die Kirche ein Kloster zu gründen. Bereits 1468 verließen die Mönche die Neugründung wieder und zogen zurück in ihr Stammkloster, das Serviten-Kloster Mariengart zu Vacha, das zu dieser Zeit von einer Brandkatastrophe betroffen war. Die ev. Kirchengemeinde gehört zum Kirchenkreis Werra-Meißner in der Evangelischen Kirche von Kurhessen-Waldeck.

## Politik
Ortsvorsteher ist Helmut Wittich.

## Wirtschaft und Infrastruktur
- Am Ortsrand befindet sich seit 1997 ein Golfplatz, auf dem aber 2014 der Spielbetrieb eingestellt wurde.
- Der Ort hat ein Dorfgemeinschaftshaus.